# ランドルフ郡 (アラバマ州)
ランドルフ郡（英: Randolph County）は、アメリカ合衆国アラバマ州の東部に位置する郡である。2010年国勢調査での人口は22,913人であり、2000年の22,380人から2.4%増加した。郡庁所在地はウィドウィー市（人口823人）であり、同郡で人口最大の都市はロアノーク市（人口6,074人）である。郡名はバージニア州選出アメリカ合衆国上院議員を務めたジョン・ランドルフに因んで名付けられた。基本的にアルコール飲料の販売が禁止されている「ドライ郡」（禁酒郡）である。

## 歴史
ランドルフ郡は1832年12月18日にアラバマ州議会によって設立された。郡名はバージニア州で著名な政治家ジョン・ランドルフに因んで名付けられた。1832年3月24日に締結されたカセッタ条約により、クリーク族インディアンから最後に譲渡された土地から作られた郡の1つだった。アラバマ州からペンシルベニア州に伸びるピードモント地域に入っている。
最初の郡庁所在地は、ビッグ・タラプーサ川の西岸、ホッジマン・トリプレットの渡し場に1833年に設立された。現在のウィドウィーからは西に約10マイル (16 km) にあった。2年後の1835年、郡政委員によって郡庁がウィドウィーに移された。ウィドウィーは郡の中心にあり、リトル・タラプーサ川の支流沿いにあった。ウィドウィーは現在の町の近くに集落があったインディアンの酋長"Wah-wah-nee" (あるいは "Wah-dow-wee") からその名前が採られた。

## 地理
アメリカ合衆国国勢調査局に拠れば、郡域全面積は584.11平方マイル (1,512.8 km2)であり、このうち陸地581.05平方マイル (1,504.9 km2)、水域は3.06平方マイル (7.9 km2)で水域率は0.52%である。

### 交通

#### 主要高規格道路
- アメリカ国道431号線
- アラバマ州道22号線
- アラバマ州道48号線
- アラバマ州道77号線

#### 鉄道
- CSXトランスポーテーション

### 隣接する郡
- クリバーン郡 - 北
- キャロル郡 (ジョージア州) - 北東
- ハード郡 (ジョージア州) - 東
- トループ (ジョージア州) - 南東
- チェンバース郡 - 南
- タラプーサ郡 - 南西
- クレイ郡 - 西

## 人口動態
以下は2000年の国勢調査による人口統計データである。
| 基礎データ - 人口: 22,380人 - 世帯数: 8,642 世帯 - 家族数: 6,222 家族 - 人口密度: 15人/km2（38人/mi2） - 住居数: 10,285軒 - 住居密度: 7軒/km2（18軒/mi2） 人種別人口構成 - 白人: 76.38% - アフリカン・アメリカン: 22.24% - ネイティブ・アメリカン: 0.20% - アジア人: 0.22% - その他の人種: 0.34% - 混血: 0.62% - ヒスパニック・ラテン系: 1.22% | 年齢別人口構成 - 18歳未満: 25.1% - 18-24歳: 8.7% - 25-44歳: 26.8% - 45-64歳: 23.5% - 65歳以上: 15.9% - 年齢の中央値: 38歳 - 性比（女性100人あたり男性の人口） - 総人口: 93.4 - 18歳以上: 90.0 世帯と家族（対世帯数） - 18歳未満の子供がいる: 31.1% - 結婚・同居している夫婦: 56.2% - 未婚・離婚・死別女性が世帯主: 12.2% - 非家族世帯: 28.0% - 単身世帯: 25.6% - 65歳以上の老人1人暮らし: 11.5% - 平均構成人数 - 世帯: 2.52人 - 家族: 3.02人 | 収入と家計 - 収入の中央値 - 世帯: 28,675米ドル - 家族: 34,684米ドル - 性別 - 男性: 27,069米ドル - 女性: 20,323米ドル - 人口1人あたり収入: 14,147米ドル - 貧困線以下 - 対人口: 17.0% - 対家族数: 12.6% - 18歳未満: 22.1% - 65歳以上: 14.8% |

## 都市と町
- フォルサム
- ロアノーク
- ロックミルズ
- ワドリー
- ウィドウィー - 郡庁所在地
- ウッドランド

## 見どころ
R郡内にはウィドウィー湖があり、タラプーサ川が流れている。

## スポーツ
ランドルフ郡高校、ワドリー高校、ハンドリー高校、ウッドランド高校が、過去何度か州のアメリカンフットボール大会で優勝してきた。